# Corretger
Un corretger era un menestral que tenia com a ofici fer o vendre corretges o que preparava les pells per poder-ne fer.
A Mallorca, els corretgers conformaven un col·legi professional, que va ser fundat el 1492 i tenia com a patró sant Vicenç Ferrer, que veneraven al convent de Sant Domingo.